# Тисок
Ти́сок, подлинное имя Ти́сок Ча́льчиутлато́на (науатль Tīzoc Chālchiuhtlatona, «Просверленный Изумруд», около 1436 — около 1487) — тлатоани государства ацтеков в 1481—1486 гг., уделявший особое внимание религиозному культу, преемник Ашаякатля. Основным источником по истории его царствования является кодекс Мендоса.

## Деятельность
Представитель династии Акамапичтли, старший брат Ашаякатля и Ауисотля. После вступления на престол в 1481 г («Два Дом» по ацтекскому календарю), попытался совершить военный поход против Меститлана, но неудачно. Всего совершил 14 военных походов, которые не расширили территорию Тройственного Союза (Теночтитлана, Тлателолько и Тлакопана). По-видимому, это обстоятельство обратило внимание Тисока на другие методы управления государством, в частности, религиозный культ. Мягкость политики приводила к восстаниям, например, Толлокана. Этот город-государство не был уничтожен, в противоположность прежним обыкновениям ацтеков.
Более удачными были экспедиции на территории современных штатов Веракрус и Оахака. Впервые ацтеки столкнулись с народом хуастеков. В память об этих походах был воздвигнут монумент, сохранившийся до наших дней.

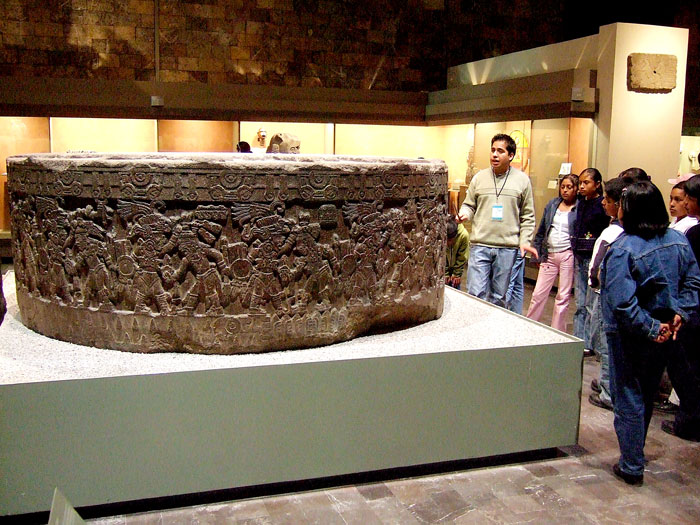
«Камень Тисока», запечатлевший его воинские подвиги

Тисок предпринял реконструкцию центрального храма в Теночтитлане, полагая, что это повлечёт за собой милость богов (храм был завершён в 1487 г.), а также создал почтово-курьерскую службу, связывающую побережье Мексиканского залива со столицей. Пытался сократить количество дани, получаемой ацтеками с покорённых народов, но эта деятельность не нашла поддержки в его окружении. Против Тисока был составлен заговор, предположительно во главе с князьями городов Истапалапана (Куитлауаком, дедом предпоследнего правителя ацтеков) и Тлачко. Тисок, по-видимому, был отравлен, а его преемником единодушно избран его брат — Ауисотль.

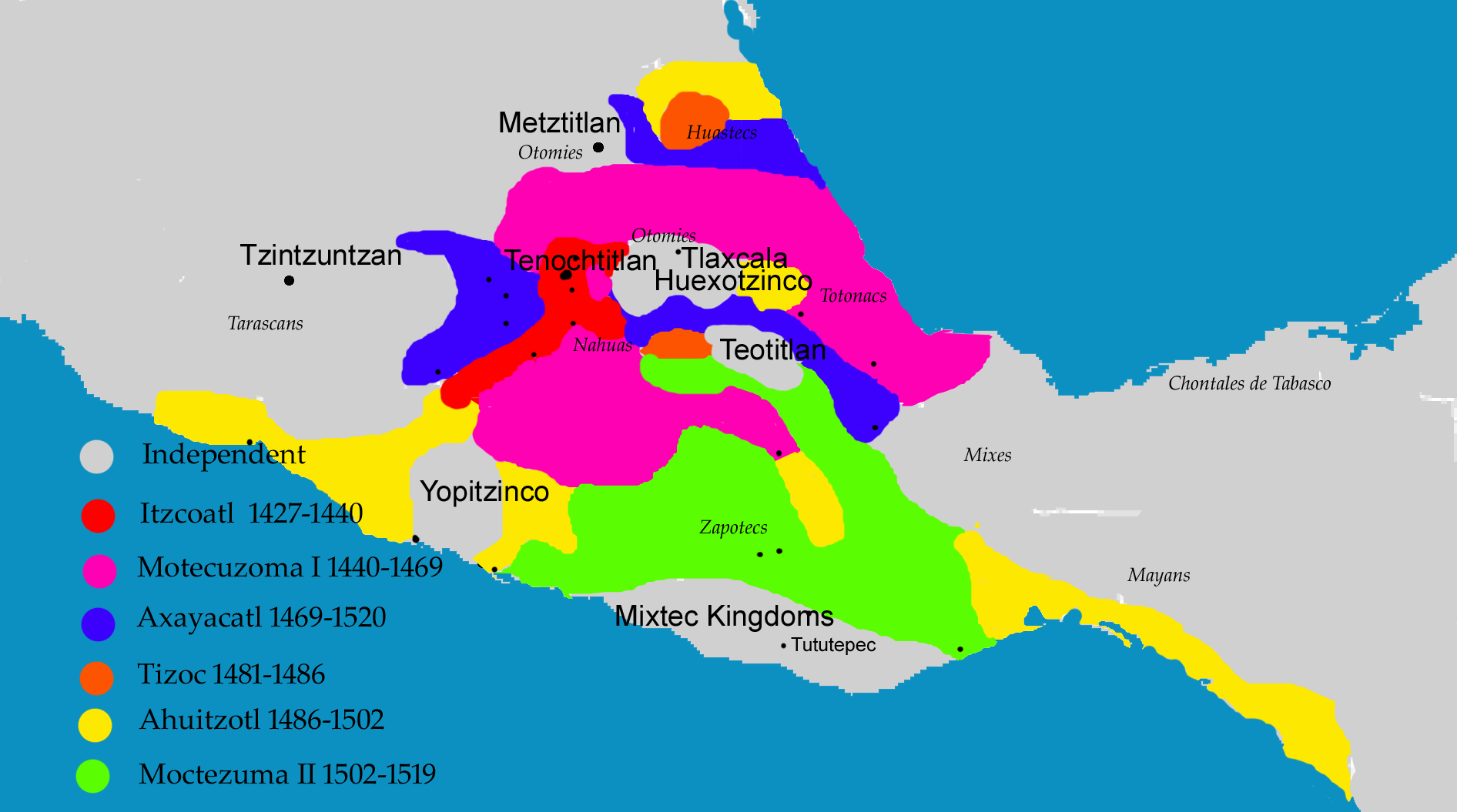
Карта военных приобретений ацтеков